# Tony Mandarich
Ante Josip Mandarich, detto Tony (Oakville, 23 settembre 1966), è un ex giocatore di football americano canadese che ha giocato nel ruolo di offensive lineman nella National Football League (NFL).
Fu la scelta del primo giro del Green Bay Packers nel Draft NFL 1989, secondo assoluto dietro il quarterback Troy Aikman e davanti alla terza scelta, il running back Barry Sanders, alla quarta, il linebacker Derrick Thomas e alla quinta, il cornerback Deion Sanders. Mandarich è l'unico di questi cinque giocatori a non essere stato indotto nella Pro Football Hall of Fame . È secondo giocatore della Michigan State University ad essere stato scelto più in alto nella storia (dietro Bubba Smith) e il giocatore canadese scelto più in alto nella storia del draft NFL. Nel 1989, Sports Illustrated lo definì "il miglior prospetto della linea offensiva della storia", ma si rivelò una delle più grandi delusioni della storia del draft NFL.

## Carriera professionistica
Prima del Draft 1989, Mandarich era considerato il miglior prospetto di sempre per un giocatore della linea offensiva e una scelta tra le prime cinque assolute. Fatto insolito per un offensive lineman, Mandarich fu scelto come secondo assoluto dai Green Bay Packers.
Mandarich non mantenne mai le alte aspettative riposte in lui. Dopo un lungo sciopero per ragioni contrattuali, che non fu risolto prima dell'inizio della stagione regolare, trascorse il suo primo anno giocando con gli special team, facendosi conoscere anche per problemi caratteriali. Fu sentito dire "Io non sono come gli altri giocatori, sono Tony Mandarich e devono capirlo. Se non gli piace devono imparare a farselo piacere perché io sono così". Dopo tre stagioni di prestazioni mediocri, Mandarich fu svincolato nel 1992 dai Packers, citando un infortunio non legato al football. Mandarich è frequentemente citato come una delle cinque peggiori scelte del draft di tutti i tempi, essendo stato scelto davanti a future stelle della lega come Barry Sanders, Derrick Thomas, Deion Sanders, Steve Atwater, Eric Metcalf e Andre Rison. Il 28 settembre 1992, la copertina di Sports Illustrated vide di nuovo come protagonista Mandarich, questa volta definendolo "L'incredibile fregatura della NFL."
L'abuso di steroidi si è discusso potrebbe essere stato una delle causa del fallimento di Mandarich. Questi non ne ammise l'uso fino al 2008. Fino ad allora diede pubblicamente la colpa alla sua etica di lavoro, come in un articolo del Milwaukee Journal-Sentinel del 2003: "Volevo creare più hype possibile, quindi cercavo di mettermi in mostra in ogni occasione possibile. Tutto funzionò, eccetto per il fatto che le mie prestazioni non furono al livello atteso quando fu ora di scendere nel campo di football."
Dopo essere stato svincolato dai Packers, si trasferì a Traverse City, Michigan, dove per due anni fu dipendente da droghe e alcol. La sua famiglia lo costrinse ad entrare in una clinica di riabilitazione il 23 marzo 1995, da cui uscì sobrio. Mandarich fece ritorno al football per tre stagioni dal 1996 al 1998 con gli Indianapolis Colts. Lì trovò maggiore successo, anche se non particolarmente degno di nota, giocando anche come titolare tutte le 16 gare della stagione 1997, prima di ritirarsi dal football nel 1998 per un infortunio a una spalla.

## Statistiche
| Partite totali      | 89 |
| Partite da titolare | 47 |
| Fumble recuperati   | 2  |